# Nicolás Echevarría Ortiz
Nicolás Echevarría Ortiz (Tepic, 18 d'agost de 1947) és un músic, pintor, productor, director, guionista, fotògraf i documentalista mexicà. En la seva trajectòria com a director es poden trobar documentals, sèries de televisió, curtmetratges documentals i llargmetratges.
Ostenta el Premi Nacional de Ciències i Arts de Mèxic en la categoria de Belles arts en 2017. Ha estat reconegut per l'Acadèmia Mexicana d'Arts i Ciències Cinematogràfiques amb l'Ariel de Plata a Millor Documental pel curtmetratge Teshuinada, Semana Santa Tarahumara (1979). Va ser nominat, en quatre ocasions i en diverses categories, pels curtmetratges Poetas campesinos (1980), Niño Fidencio, el taumaturgo de Espinazo (1981), pel film Cabeza de Vaca (1990) i pel llargmetratge documental Eco en la Montaña (2014). L'any de 1973 va realitzar els seus primers documentals relacionats amb el món indígena, entre els quals es troben Judea, Semana Santa entre los Coras (1974); La peregrinación del Peyote entre los huicholes (1975); Híkuri Tame (1977); María Sabina, Mujer Espíritu (1979).
Va realitzar en la Rock Foundation a Nova York la sèrie televisiva American Patchwork Proyect (1983), en col·laboració amb l'antropòleg Alan Lomax per a la Universitat de Colúmbia i la BBC de Londres. També es va convertir en becari de la Fundació Guggenheim i de la Ford Rockefeller Foundation, així com del Sistema Nacional de Creadors d'Art.
En 1988 va desenvolupar, en col·laboració amb Octavio Paz, Sor Juana Inés de la Cruz o las trampas de la fe, documental que narra la vida de la monja mexicana, poeta i filòsofa del segle xvii. En 1991 va filmar Cabeza de Vaca, el seu primer llargmetratge d'acció, escrit en col·laboració amb Guillermo Sheridan, basat en Naufragios, llibre de cròniques escrit per Alvar Núñez Cabeza de Vaca, cinta que li va merèixer la nominació a l'Ariel en la categoria de Millor Òpera Prima.
Cap de Vaca va representar a Mèxic al 41è Festival Internacional de Cinema de Berlín, i en els Premios de l'Acadèmia de Hollywood; va formar part de New Films, New Directors del Museu d'Art Modern de Nova York (MOMA) i va guanyar el primer premi Makhila d’Or, al Festival de Biarritz, França, així com el premi com a Millor Pel·lícula en la Mostra de Cinema, a Guadalajara.
Eco de la Montaña va inaugurar la secció oficial Native en el Festival de Berlín i va guanyar el Premi com a Millor Documental en els festivals: Chicago International Film Festival; Festival Internacional de Cinema de Lima; RAI International Festival of Ethnographic Films, Watershed, Bristol; Film Festival della Lessina, Itàlia; Festival Internacional de Cinema a Guadalajara i Docs DF.

## Treballs
- 1973 - Judea: Semana Santa entre los coras
- 1974 - Eureka
- 1976 - Hay hombres que respiran luz (co-director amb Arturo Rosenblueth)
- 1976 - Los conventos franciscanos en el antiguo señorío Teochichimeca
- 1977 - Hikure-Tame. La peregrinación del peyote entre los huicholes
- 1978 - Flor y canto
- 1979 - María Sabina, mujer espíritu (guion, realización y fotografía)
- 1980 - Poetas campesinos
- 1981 - Niño Fidencio, el taumaturgo de Espinazo
- 1990 - Cabeza de Vaca
- 1994 - La pasión de Iztapalapa
- 2002 - Vivir mata
- 2014 - Eco de la montaña

### Vídeo
- 1989 - Los enemigos
- 1989 - De la calle
- 1989 - De película

### Sèries de televisió
- 1987 - Sor Juana Inés de la Cruz o las trampas de la fe.